# Los Angeles Aztecs
De Los Angeles Aztecs was een voetbalclub uit de Amerikaanse stad Los Angeles. De club werd in 1974 opgericht en opgeheven in 1981, wegens een gebrek aan belangstelling voor de NASL competitie. Door talloze vedetten naar Los Angeles te halen, gold de club als de West-Amerikaanse tegenhanger van de New York Cosmos. De artiest Elton John was geldschieter en deels eigenaar van de Aztecs.

## Algemeen
De Los Angeles Aztecs wonnen in hun eerste jaar de Soccer Bowl, de kampioenswedstrijd van de NASL, tegen de Miami Toros. In 1976 tekende George Best voor de Aztecs, hij zou van 1976-78 voor het team uit Los Angeles uitkomen. Johan Cruijff speelde in 1979 één jaar voor de Aztecs en scoorde 14 keer in 27 wedstrijden, alvorens hij naar de Washington Diplomats verkaste. In 1981 werd het team opgeheven. De Aztecs speelden hun wedstrijden in de Rose Bowl, een stadion gelegen in Pasadena, een buitenwijk van Los Angeles. Sinds 2018 heeft Los Angeles met Los Angeles FC en Los Angeles Galaxy twee teams die uitkomen in de Major League Soccer (MLS), de opvolger van de NASL.

## Erelijst en resultaten
| Nationaal                       |    |      |
| Amerikaans voetbalkampioenschap | 1x | 1974 |
| Regionaal                       |    |      |
| Western Division                | 1x | 1974 |
| Western Division (Indoor)       | 1x | 1981 |

## Overzichtslijsten

### Trainers
- 1974 :  Alex Perolli
- 1975-1978 :  Terry Fisher
- 1978 :  Tommy Smith

- 1978 :  Peter Short
- 1979-1980 :  Rinus Michels
- 1981 :  Cláudio Coutinho

### Bekende (oud-)spelers
| - Johan Cruijff - Leo van Veen - George Best - Hugo Perez - Javier Aguirre - Thomas Rongen |  | - Bob Rigby - Charlie Cooke - Luis Fernando - Steve David - Wim Suurbier - Huub Smeets - Erik Thiele |